# Polyester
Polyester és una pel·lícula de comèdia estatunidenca del 1981 dirigida, produïda i escrita per John Waters, i protagonitzada per Divine, Tab Hunter, Edith Massey i Mink Stole. Satiritza el gènere melodramàtic de les pel·lícules de dones, particularment les dirigides per Douglas Sirk, el treball del qual va influir directament en aquesta pel·lícula. La pel·lícula també és una sàtira de la vida suburbana a principis dels anys 80, que inclou temes com el divorci, l'avortament, l'adulteri, l'alcoholisme, els estereotips racials, el fetitxisme dels peus i la dreta religiosa.
Polyester es va rodar a Baltimore, Maryland, natal de Waters, com moltes de les seves pel·lícules anteriors. Presentava un truc anomenat Odorama, pel qual els espectadors podien olorar el que estaven veient a la pantalla amb targetes especials de scratch and sniff (un homenatge estilístic al treball de William Castle, les pel·lícules del qual normalment presentaven trucs que cridaven l'atenció).
Després de Stunts, va ser una de les primeres pel·lícules que va produir New Line Cinema.

## Argument
La mestressa de casa de principis dels anys vuitanta, Francine Fishpaw, veu com s'enfonsa la vida de la seva família de classe mitjana alta a la seva casa suburbana de Baltimore. El seu marit Elmer és un pinxo vestit de polièster que és propietari d'una sala de cinema per a adults, cosa que fa que els manifestants anti-pornografia facin escarni a la casa dels Fishpaws. Les creences cristianes de Francine es veuen ofeses pel comportament dels seus fills: Lu-Lu, la seva filla mimada i promiscua, i Dexter, el seu fill delinqüent, inhalador de cola, que obté plaer sexual de trepitjant els peus de les dones.
La mare de Francine, La Rue, esnifa cocaïna i, és una esnob conscient de classe. Ella agreuja els problemes de la seva filla robant-li la seva ceguesa, burlant-se constantment de la seva obesitat i recriminant-la per fer-se amiga de la seva antiga netejadora de casa Cuddles Kovinsky; Cuddles és una dona "de ment senzilla" que intenta consolar Francine amb "viu el moment" i que ha heretat una gran suma de diners d'un antic ric empresari.
Després que Francine descobreixi que l'Elmer té una aventura amb la seva secretària Sandra Sullivan, s'enfronta a ells durant una cita amb un motel i demana el divorci. Francine cau llavors en l'alcoholisme i la depressió, agreujada pel comportament dels seus fills; la Lu-Lu està embarassada pel seu xicot degenerat Bo-Bo Belsinger, i ella anuncia que avortarà. Poc després, Dexter és arrestat en un supermercat per trepitjar el peu d'una dona, i els mitjans de comunicació revelen que ell és el "Baltimore Foot-Stomper" que ha estat atacant i terroritzant en sèrie les dones locals.
La Lu-Lu intenta anar a una clínica d'avortament, però els escarnadors antiavortistes l'ataquen. Torna a casa i intenta provocar un avortament involuntari, fent que Francine truqui a casa d'una mare soltera. Dues monges venen i transporten Lu-Lu a una casa catòlica. Bo-Bo i el seu amic, que venen a escombrar la casa de Fishpaw el dia de Halloween, disparen a la mare de Francine (La Rue), però aquesta recupera l'arma i mata a Bo-Bo. Després que Lu-Lu fugi de casa de les mares solteres, torna a casa per trobar el cadàver de Bo-Bo; està tan distreta que intenta suïcidar-se. Francine torna a casa i es desmaia després de presenciar l'intent de suïcidi de la seva filla i l'aparent suïcidi (per penjament) del gos de la família Bonkers, basat en una nota de suïcidi deixada prop del cos penjant del gos.
Temps després, la vida de Francine comença a mirar cap amunt, quan Dexter surt de la presó després d'haver estat rehabilitat; Lu-Lu pateix un avortament involuntari a causa del seu intent de suïcidi, i està penedida pel seu passat, convertint-se en una artística nena flor que fa macramé. La Francine deixa de beure, s'enfronta i recrimina la seva mare i troba un nou romanç amb Todd Tomorrow. Todd li proposa casar-se a una Francine exaltada, però ella descobreix que Todd i La Rue estan involucrats romànticament i conspiren per malversar el seu acord de divorci, tornar-la boja i vendre els seus fills a la prostitució.
Elmer i Sandra irrompen a la casa per assassinar Francine, però Dexter i Lu-Lu els maten; En Dexter trepitja el peu de la Sandra, fent-la disparar accidentalment a l'Elmer, i Lu-Lu fa servir el seu macramé per escanyar la Sandra. Quan Cuddles arriba amb el seu xofer/promès alemany Heintz, el seu cotxe atropella La Rue i Todd, matant-los. La pel·lícula conclou amb un final feliç per a Francine, els seus fills i els nous casats Cuddles i Heintz.

## Repartiment
- Divine com a Francine Fishpaw
- Tab Hunter com a Todd Tomorrow
- David Samson com Elmer Fishpaw
- Edith Massey com Cuddles Kovinsky
- Mink Stole com a Sandra Sullivan
- Ken King com a Dexter Fishpaw
- Mary Garlington com a Lu-Lu Fishpaw
- Joni Ruth White com La Rue
- Stiv Bators com a Bo-Bo Belsinger
- Hans Kramm com a Heintz
- Rick Breitenfeld com el Dr. Arnold Quackenshaw
- Susan Lowe com a Shirley Evans, víctima del centre comercial
- Cookie Mueller com a Betty Lalinski
- George Hulse com a director Kirk
- Michael Watson com a Freddy Ashton
- Mary Vivian Pearce i Sharon Niesp com a monges
- Jean Hill com a segrestador d'autobús Gospel
- Leo Braudy com a escarnidor de l'avortament
- Dorothy Braudy com a escarnidora de l'avortament
- George Figgs com a escarnidor de l'avortament
- Marina Melin com a víctima del supermercat
- Chuck Yeaton com a reporter de l'Hospital

## Producció

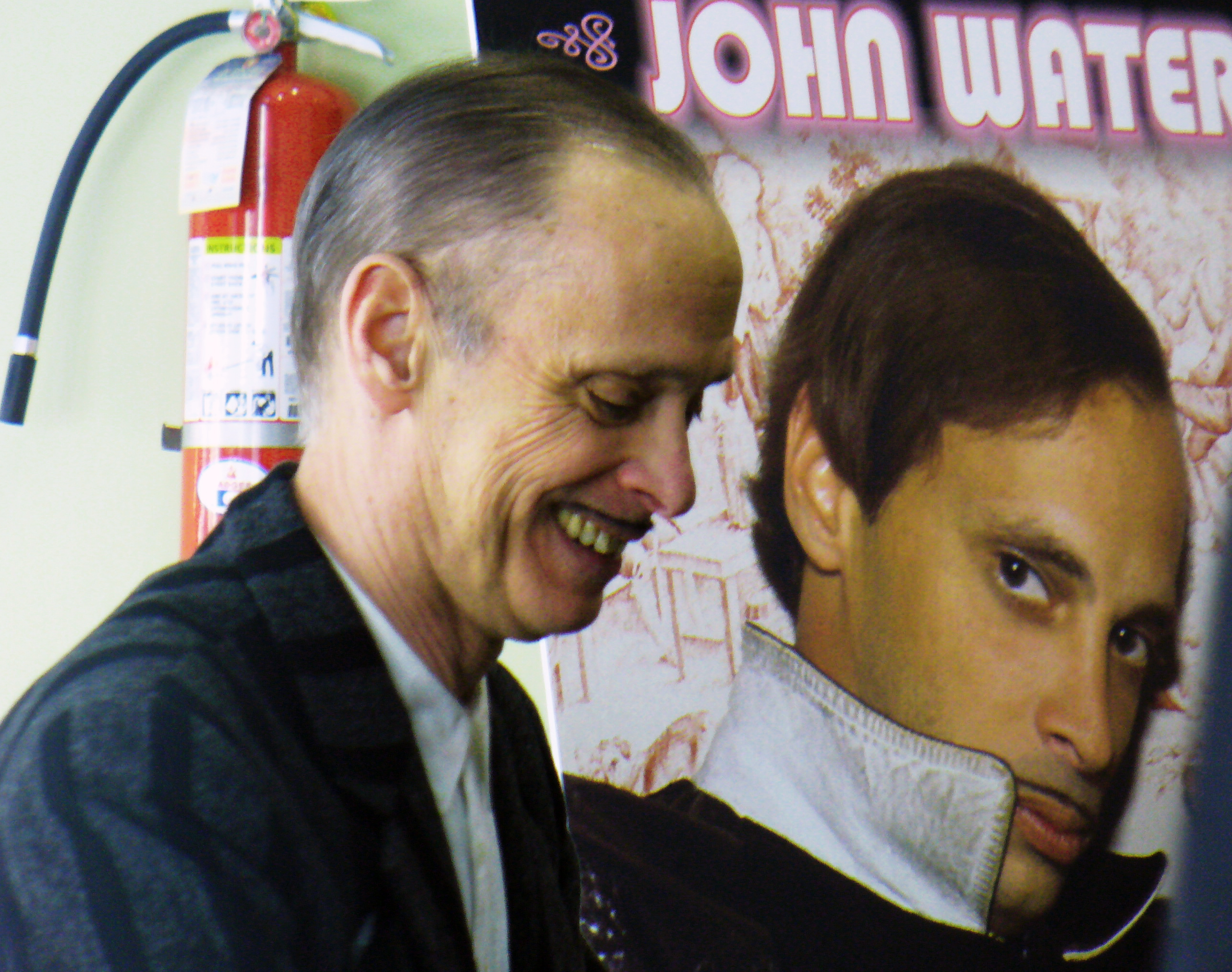
John Waters

Els Dreamlanders, la companyia d'actuació habitual de Waters, fa papers menors a Polyester, en comparació amb les pel·lícules anteriors de Waters Desperate Living, Female Trouble i Pink Flamingos, en que diversos Dreamlanders van actuar en papers importants. Només dues, Divine i Edith Massey, reben la màxima facturació. Aquesta pel·lícula també va ser la col·laboració final de Massey amb Waters abans de la seva mort el 1984. Les perennes de Dreamlander Mink Stole, Mary Vivian Pearce, Cookie Mueller, Sharon Niesp, Marina Melin, Susan Lowe i Jean Hill tenen papers integrals en la trama; tanmateix, són molt més petites en comparació amb les pel·lícules anteriors. La fotografia principal va tenir lloc al llarg de tres setmanes a l'octubre de 1980.
Polyester va ser la primera pel·lícula de Waters que va evitar el corrent principal, fins i tot va obtenir una classificació R (totes les seves pel·lícules anteriors tenien una classificació X equivalent a la classificació actual NC-17 de la Motion Picture Association of America). La pel·lícula està ambientada en un suburbi de classe mitjana de Baltimore en lloc dels seus barris marginals i barris bohemis, l'escenari de les primeres pel·lícules de Waters.
Durant una entrevista a The Ghost of Hollywood, el director de fotografia David Insley va revelar que l'helicòpter utilitzat per rodar les escenes inicials havia de fer un aterratge d'emergència en un camp de golf proper mentre estava obert. Després que l'helicòpter es va netejar per seguretat, es va remolcar des del carrer amb una plataforma plana.
Aquesta va ser la tercera col·laboració d'Insley amb Waters i la seva primera com a director de fotografia. Insley també va fotografiar Hairspray i Cry-Baby.

### Música
Es mostren tres cançons.
1. "Polyester" de Tab Hunter – lletra i música de Chris Stein i Debbie Harry
2. "Be My Daddy's Baby (Lu-Lu's Theme)" de Michael Kamen – lletra i música de Harry i Kamen
3. "The Best Thing" de Bill Murray – lletra i música de Harry i Kamen

### Cinema de dones
Polyester va ser una pel·lícula de dones, un gènere de pel·lícules explotadores popular entre els anys 1950 i 1960 i que normalment presentava dones avorrides, insatisfetes o amb problemes, generalment mestresses de casa dels suburbis de mitjana edat, que troben l'alliberament o la fugida gràcies a l'arribada d'un home jove i guapo. Les pel·lícules de dones eren típicament pel·lícules de sèrie B, però Waters va dissenyar específicament Polyester després del treball del director Douglas Sirk, demanant a Insley que fes ús d'il·luminació i tècniques d'edició similars, fins i tot utilitzant equips de pel·lícula i tècniques cinematogràfiques de l'època de Sirk. Per casualitat, Insley va veure algunes de les pel·lícules de Sirk en una projecció local per homenatjar el director.

### Odorama

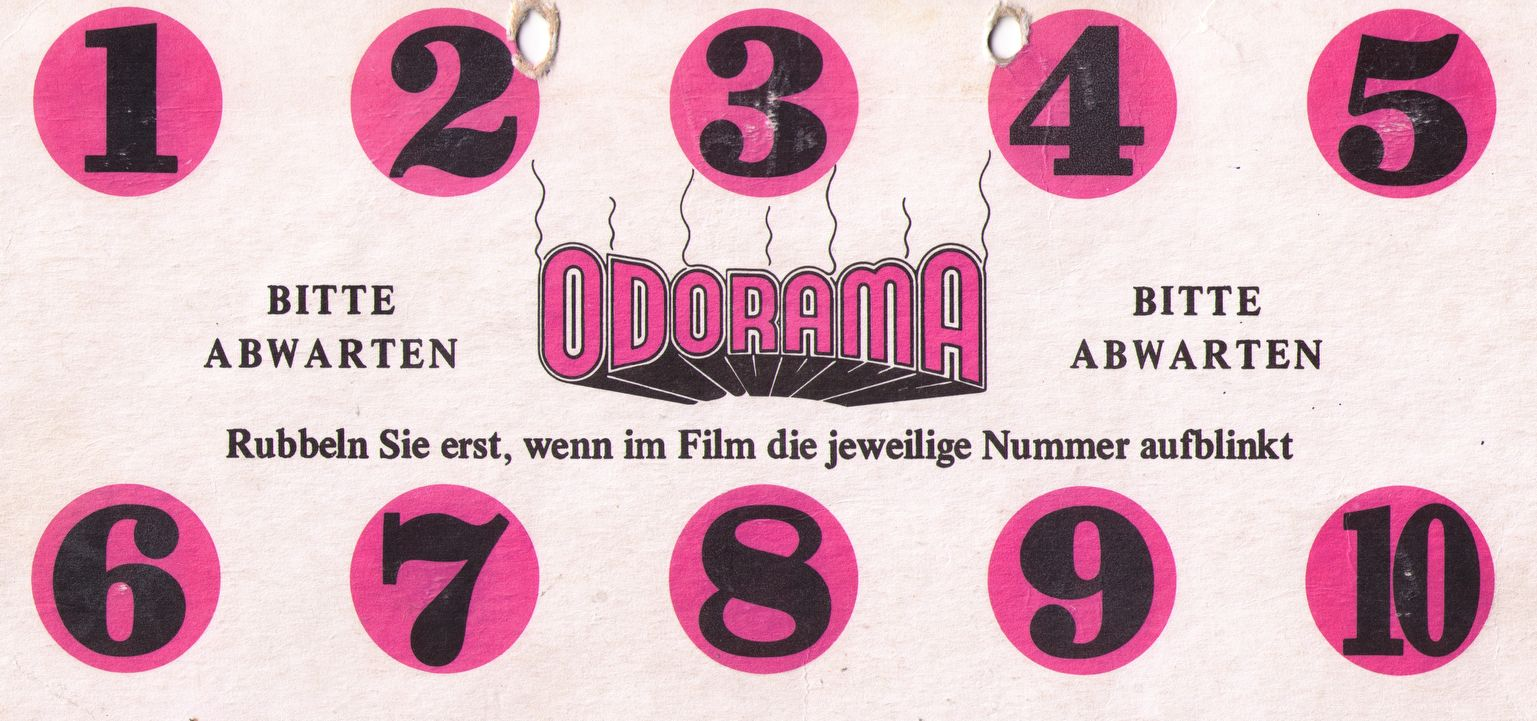
Carta Odorama original alemanya per la pel·lícula

Les olors, especialment l'olfacte particularment agut de Francine, tenen un paper important. Per ressaltar-ho, Waters va dissenyar Odorama, un truc de "scratch-and-sniff" inspirat en el treball de William Castle i la pel·lícula de 1960 Scent of Mystery, que presentava un dispositiu anomenat Olor-O-Vision. Abans de l'espectacle es van distribuir targetes especials amb punts numerats de l'1 al 10 als membres del públic, a la manera d'ulleres 3D. Quan un número parpellejava a la pantalla, els espectadors havien de ratllar i olorar el lloc adequat. Les olors incloïen l'aroma de flors, pizza, cola, gas, herba acabada de tallar i femta. Per al primer llançament de DVD, l'olor de cola es va canviar a causa, com afirma Waters, de la "correcció política". El truc s'anunciava amb l'etiqueta "Et sonarà el nas!" Després que els demanin rascar i olorar un ram de roses, els espectadors es veuen sotmesos a una sèrie d'olors en la seva majoria desagradables i, per tant, són víctimes de la broma del director.
Les deu olors (desenvolupats per 3M per Waters a la secció de suplements del llançament del DVD) són:
1. Roses
2. Flatulència
3. Cola de model d'avió
4. Pizza
5. Gasolina
6. Mofeta
7. Gas Natural
8. Olor de cotxe nou
9. Sabates brutes
10. Ambientador

Un llançament de vídeo omet els números intermitents a la pantalla, així com la introducció inicial que explica Odorama. Aquesta versió, creada per Lorimar-Telepictures, es va mostrar a la televisió per cable als Estats Units. L'Independent Film Channel va llançar targetes de reproducció d'Odorama per als festivals de cinema de John Waters el 1999. Waters va expressar el seu plaer perquè el públic realment "pagui per olorar la merda" a la pista de comentaris del llançament del DVD de 2004.
Paramount Pictures va utilitzar el nom i el logotip d'Odorama com a part del llançament de Rugrats, vacances salvatges el 2003, molestant a Waters quan va saber que New Line Cinema havia deixat caducar els drets d'autor. La pel·lícula de 2011 Spy Kids 4: Tot el temps del món va utilitzar una targeta de rascar i olorar amb la marca "Aromascope", que s'anunciava que proporcionava la quarta dimensió en el seu format "4D".
Les targetes Odorama van ser recreades per Midnight Movies, Little Joe Magazine i The Aroma Company per permetre als espectadors interactuar amb Polyester tal com estava previst per a una projecció al Festival Internacional de Cinema d'Edimburg el juny de 2011.

## Resposta crítica
Polyester va rebre algunes crítiques positives de la premsa principal. Janet Maslin de The New York Times va escriure:
| « | Normalment, el senyor Waters no és del gust de tothom però Polyester, que s'estrena avui al National i altres cinemes, no és la pel·lícula normal del Sr. Waters. És molt divertida, amb un humor estilitzat i modern que s'estén més enllà de les limitacions habituals de la seva mirada. Aquesta vegada, la visió del còmic és tan controlada i constant que el Sr. Waters no ha de confiar tant en els tocs grotescos que fan que les seves altres pel·lícules siguin preferides perennes al circuit de la pel·lícula de mitjanit del cap de setmana. Aquí n'hi ha una que també es pot mostrar durant el dia. | » |

A Rotten Tomatoes, la pel·lícula té una puntuació del 94% basada en les ressenyes de 31 crítics, amb una valoració mitjana de 7,1/10. El consens dels crítics diu: "Tan orgullós com el seu teixit titular, Polyester troba que l'escriptor i director John Waters s'està movent lleugerament al corrent principal sense perdre res del seu encant subversiu."

## En la cultura popular
El senzill "Frontier Psychiatrist" del 2000, del grup de música electrònica australià The Avalanches, mostra la pel·lícula.